# جان مل
جان مُل (انگلیسی: John L. Moll; ۲۱ دسامبر ۱۹۲۱ – ۱۹ ژوئیهٔ ۲۰۱۱ (۸۹ سال)) یک مهندس برق اهل ایالات متحده آمریکا بود. وی برندهٔ جوایزی همچون مدال ادیسون انجمن مهندسان برق و الکترونیک شده‌است که مهم ترین عنوان وی بوده است.
جان مُل در سن ۸۹ سالگی در گذشت.